# Jan Muzika
Jan Muzika, také uváděn jako Johann Muzika/Muzyka (21. června 1832 Březnice – 30. května 1882 Praha), byl český železniční stavitel a podnikatel, významný občan města Březnice a zakladatel soukromé železniční společnosti České obchodní dráhy (BCB). V inženýrské praxi se specializoval zejména na trasování drážních úseků.

## Život

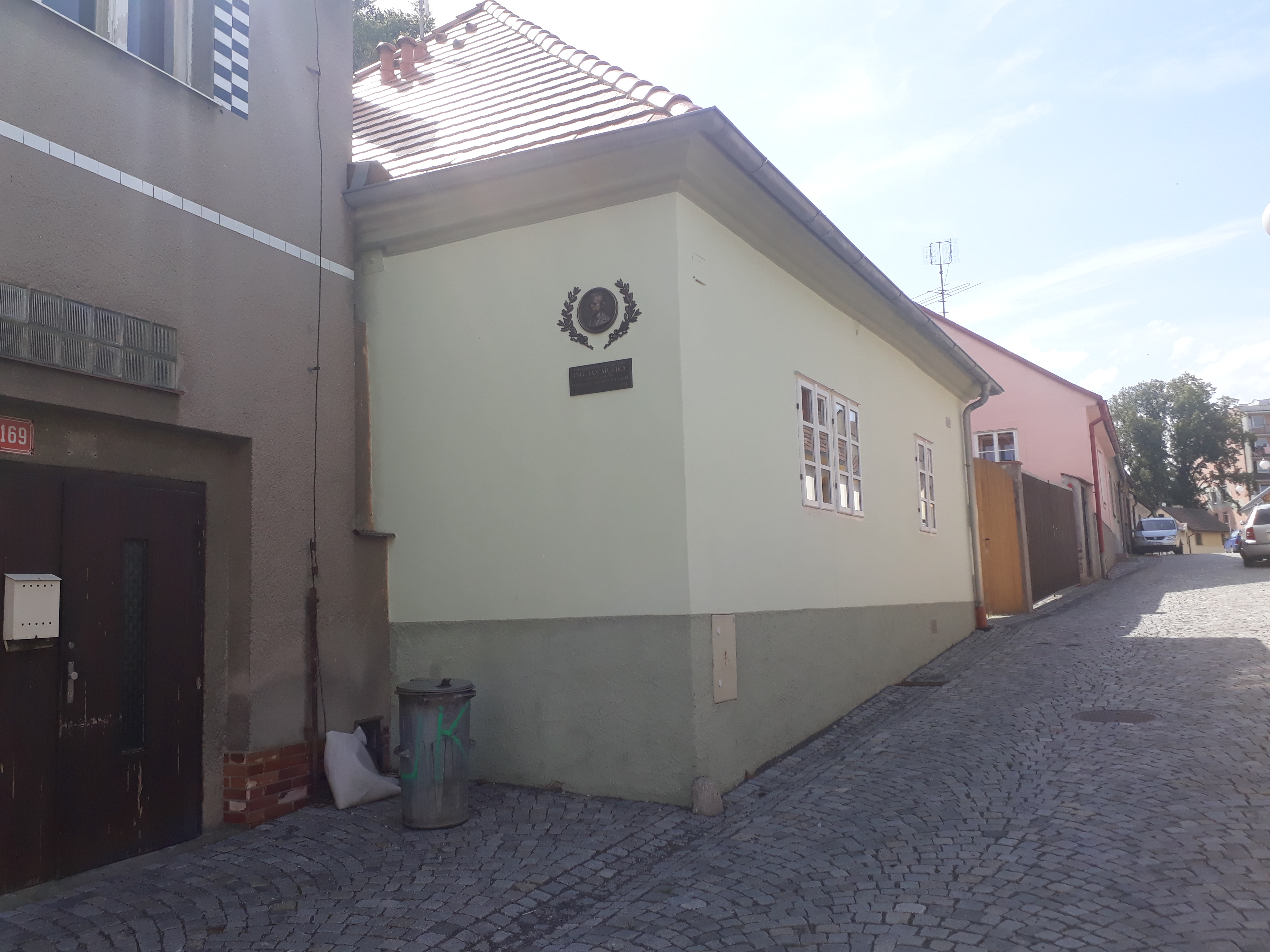
Rodný dům v Březnici, Horní Valy 167

### Mládí
Pocházel z prosté rodiny březnického tesařského mistra Jana Muziky a dcery Jakuba Janoty, sedláka z Hořovic. Základní vzdělání získal na Hlavní škole v Březnici, dále vystudoval za aktivní podpory Josefa Rotta, ředitele zdejšího Schwarzenberského panství, Německé reálné gymnázium v Praze. Po absolutoriu absolvoval Polytechnický ústav.
Ve druhé polovině 50. let pracoval jako asistent u brněnské stavební firmy bratří Kleinů a Lanna a Schebek na projektu společnosti Jihoseveroněmecká spojovací dráha (SNDVB) z Jaroměře přes Turnov do Liberce zprovozněné v letech 1858–1859. V letech 1860 až 1863 projektoval a trasoval dráhu České západní dráhy (BWB) spojující Bavorsko, Plzeň a nádraží na Smíchově (Praha-Západní nádraží). V roce 1865 se stal přednostou železniční stanice Hořovice.
V letech 1865 až 1868 se ve službách Vojtěcha Lanny podílel na stavbě železnice společnosti Turnovsko-kralupsko-pražská dráha (TKPE) ze směru z Kralupy nad Vltavou do Turnova, pravidelný provoz zde byl zahájen 15. října 1865. Roku 1866 získává vyznamenání Zlatý záslužný kříž. Vlastní podnikatelskou činnost zahájil Jan Muzika v roce 1869, když založil vlastní stavební firmu.

### Podnikatelská činnost

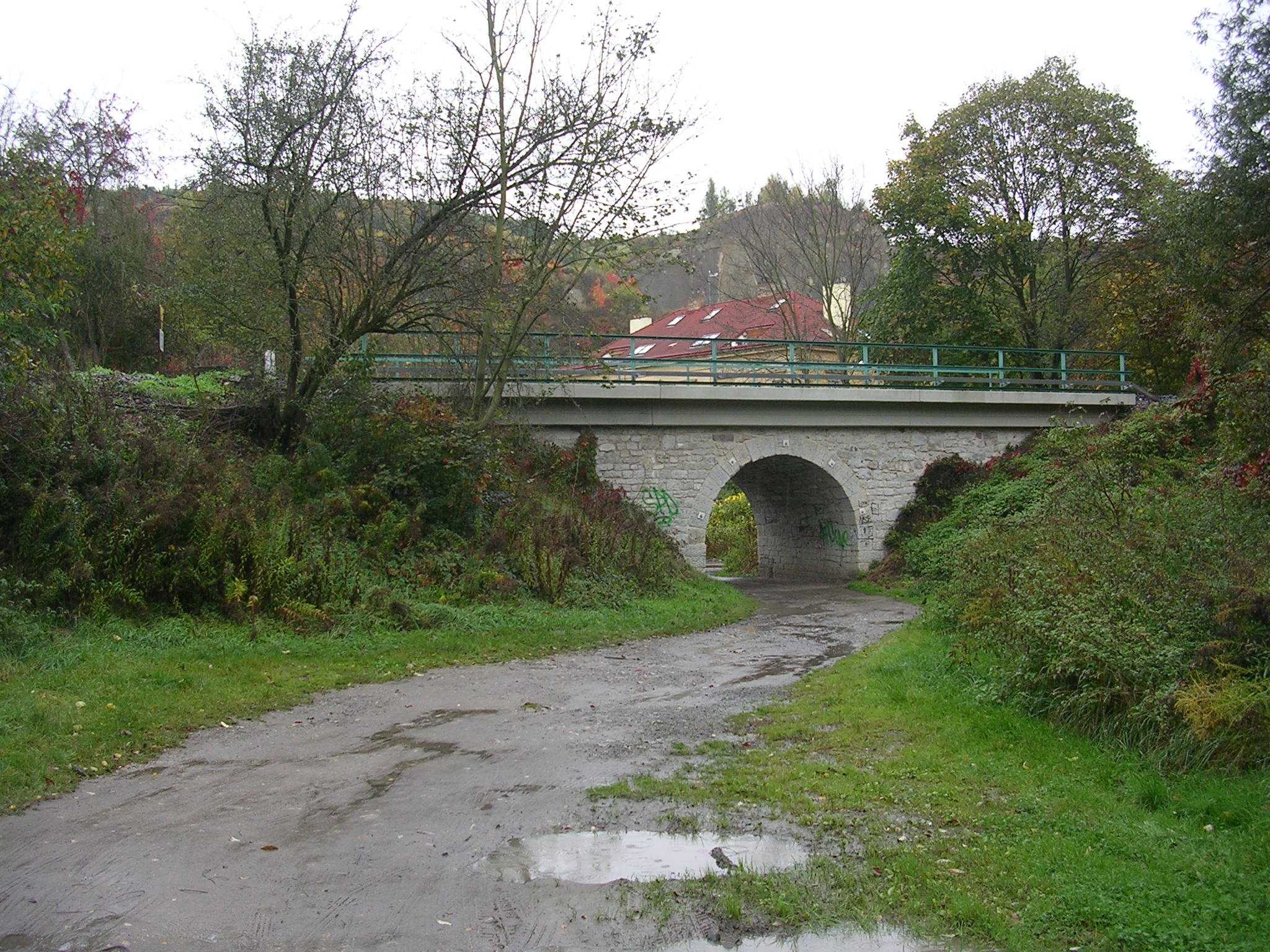
Můstek na trati v Prokopském údolí postavené firmou Jana Muziky

První samostatnou prací provedenou firmou Muzika a Macan byla stavba 57 km dlouhé části Buštěhradské dráhy v údolí řeky Ohře z Března u Chomutova do Karlových Varů, vznikající primárně k propojení kladenské černouhelné a severočeských hnědouhelných oblastí s Prahou. Ještě před dokončením této stavby získala firma J. Muzika a spol. (společníci Ing. Jan Muzika, jeho strýc Václav Muzika a Ing. Karel Schnabel) zakázku na stavbu částí Pražsko-duchcovské dráhy (PDE) z Prahy-Smíchova přes Rudnou a Slaný do Obrnic. Jednalo se o náročnou stavbu s velkým množstvím umělých staveb, včetně kamenných viaduktů v Prokopském údolí (trať 174) u Prahy. Současně s posledně jmenovaným projektem již zastupoval ing. Jan Muzika koncesionáře při politické obchůzce trati Zdice – Protivín.
Největší železniční stavbou v Čechách, kterou Muzika projektoval a vedl, byla železnice Rakovník – Zdice – Březnice – Protivín (tratě 200 a 174) společnosti Rakovnicko-protivínská dráha (RPD) . Tuto trať se mu podařilo postavit v krátké době. Výstavba začala ihned po udělení stavebního povolení 13. června 1874, při stavbě trati byli zapojeni především dělníci a řemeslníci z Březnicka. Poslední úsek trati dlouhé 152,8 km byl dostavěn 30. dubna 1876, přestože projekt musel být během stavby změněn.
V letech 1876 – 1879 projektoval výstavbu železnic v Bosně, Srbsku a Bulharsku.

### České obchodní dráhy

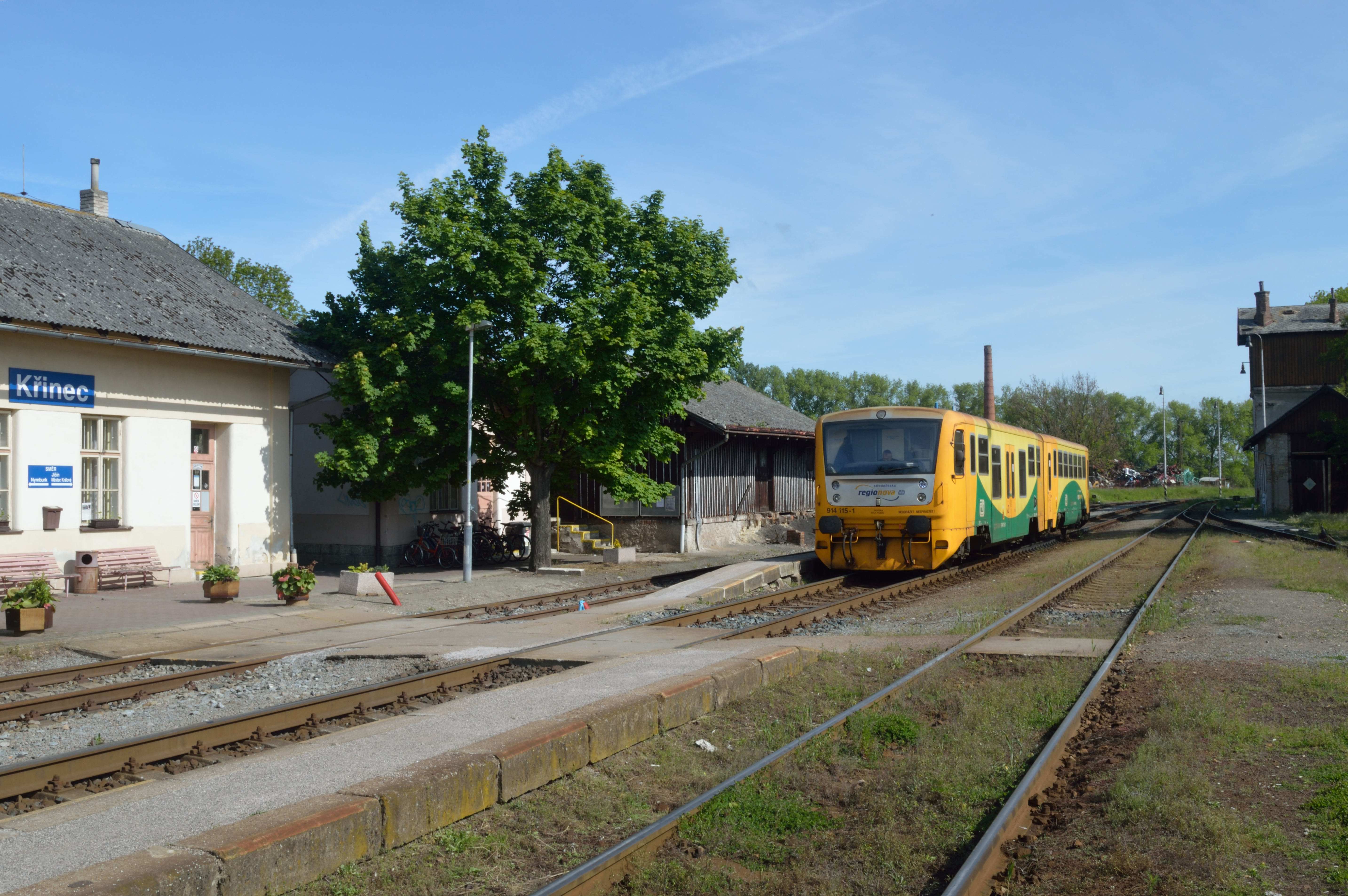
Stanice BCB v Křinci

Na základě bohatých zkušeností roce 1881 založil se svým partnerem Karlem Schnabelem privátní železniční společnost České obchodní dráhy (německy k.k. privilegierte Böhmische Commercialbahnen, zkratka BCB) s cílem zabývat se stavbou a provozováním místních drah, první koncese na prvních několik tratí stavěných zároveň byla udělena 9. května. Velkorysé plány společnosti, s podnikatelským záměrem vytvořit lokálními tratěmi konkurenceschopný subjekt velkým dopravním společnostem, dostávaly BCB od začátku do obchodních střetů, často vlastenecky motivovaných. První tratě a stanice sloužící především k nákladní obsluze cukrovarského průmyslu v řepných oblastech Polabí vznikaly v Křinci, Městci Králové a Smiřicích, a také v Mirošově na Rokycansku. Dále Jan Muzika pracoval na trati společnosti Místní dráha Čerčany-Modřany-Dobříš trať z Modřan u Prahy do Vršovic.
Orientace na malé akcionáře využila Společnost státní dráhy (StEG), která postupným skupováním akcií postupně přebírala nad BCB kontrolu. Po náhlé Muzikově smrti v roce 1882 pak obchodními machinacemi došlo k faktickému převzetí BCB do vlastnictví StEG. Z původních záměrů firmy sešlo, jako samostatný podnikatelský subjekt však BCB v rámci StEG fungovaly nadále až do zestátnění železničních společností v Rakousku-Uhersku v roce 1909.

### Náhlé úmrtí

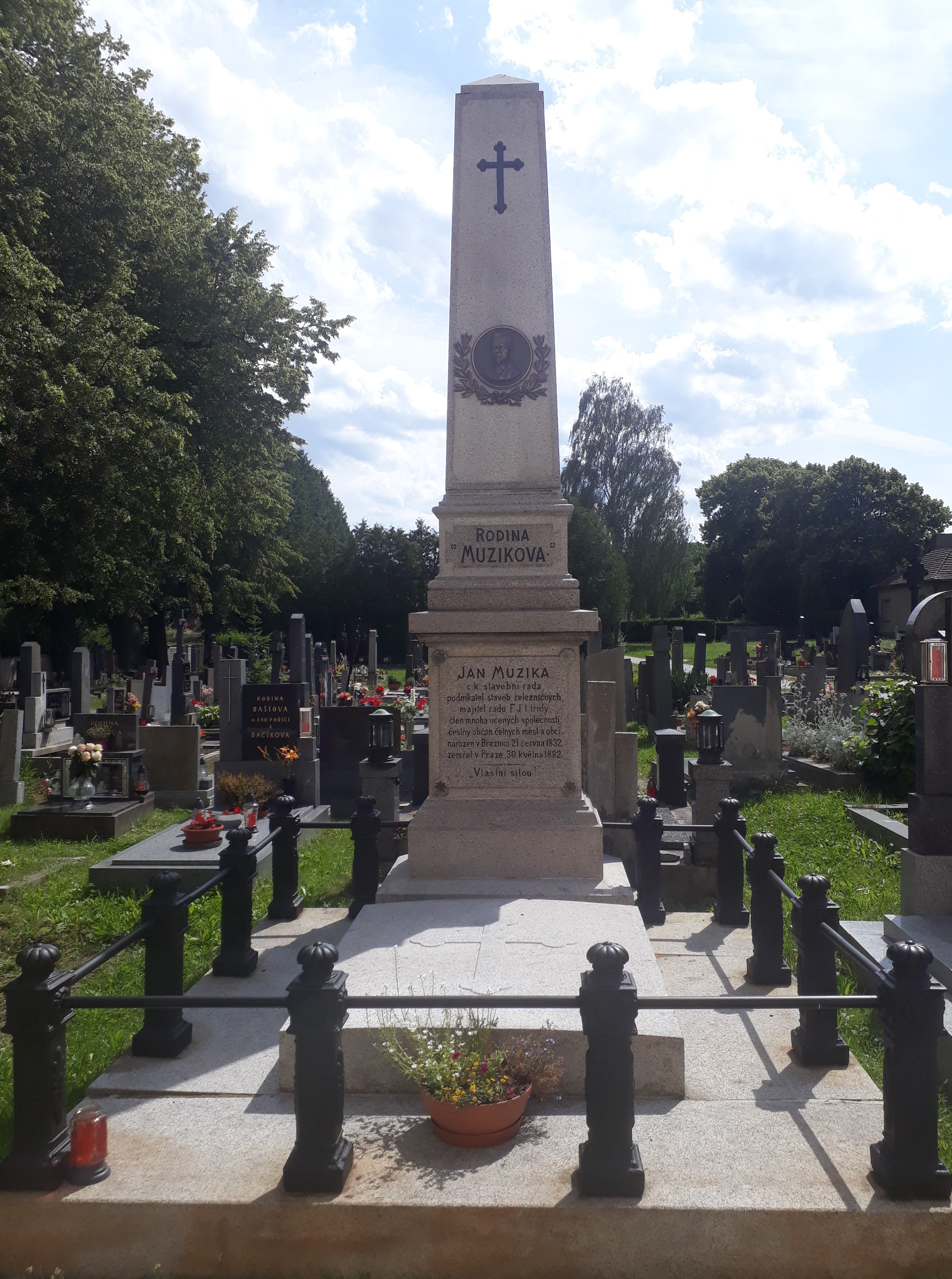
Hrobka Jana Muziky a jeho rodiny na březnickém hřbitově u kostela sv. Rocha

Zejména za národohospodářský význam stavby rakovnicko–protivínské trati byl Jan Muzika roku 1882 vyznamenán titulem c. k. stavební rada. Byl též nositelem řádu Františka Josefa I. třídy. Zemřel v necelých padesáti letech na akutní zápal plic v Praze, kde také proběhl pohřeb. Tělo bylo pak uloženo v rodinné hrobce na starém hřbitově v Březnici poblíž zdi kostela sv. Rocha.

### Po smrti
V Praze-Řeporyjích, kterou prochází trať PDE, po něm byla pojmenována ulice.